# Euphyia borealis
Euphyia borealis là một loài bướm đêm trong họ Geometridae.